# Ли Кэюн
Ли Кэюн (кит. 李克用; 24 октября 856 — 23 февраля 908) — китайский политический деятель и полководец, шато по происхождению. Был цзедуши во времена династии Тан. С 896 года — ван государства Цзинь. Его сын Ли Цуньсюй стал основателем династии Поздняя Тан.

## Биография

### Происхождение и ранние годы
Согласно «Старой истории Пяти Династий» (Цзю Удай ши) Сюэ Цзюйжэна, Ли Кэюн родился 24 октября 856 года. Он был третьим по счёту сыном Чжусе Чисиня, вождя тюркского племени шато. О матери известно, что она происходила из семьи Цинь. По легенде перед появлением Ли Кэюна на свет его отец увидел вещий сон — человека в сияющем дворце, на котором были одежды вана.
Ещё будучи подростком, Ли Кэюн проявил себя как воин. В 869 году наместник провинции Цзянсу по имени Пан Сюнь взбунтовался и провозгласил себя «главнокомандующим с мандатом Неба». Чтобы подавить это восстание, танский военачальник Кан Чэнсюнь призвал на помощь войска шато во главе с Чжусе Чисинем. Несмотря на то, что Ли Кэюну тогда было только 14 лет, он тоже участвовал в военных действиях вместе со своим отцом и сражался так храбро, что император И-цзун прозвал его «Летающим Тигрёнком». Известно, что Ли Кэюн хорошо ездил верхом и стрелял из лука.
Когда с восстанием было покончено, принимавшему в его подавлении активное участие Чжусе Чисиню император И-цзун даровал право носить фамилию царствующего дома Ли. Чжусе, вероятно, было этнонимом. Кроме этого, император И-цзун даровал Чжусе Чисиню ещё и китайское имя Гочан, то есть «Процветание Государства». Поэтому в исторических источниках Кэюна обычно называют Ли Кэюном, а не Чжусе Кэюном. Впоследствии он также получил прозвища «Яэр», то есть «Воронёнок», и «Чёрный Ворон Ли». Это связано с обычаем воинов шато носить чёрную одежду. Кроме этого, Ли Кэюн был известен как «Одноглазый Дракон», так как один его глаз был немного больше другого.

### Восстание против династии Тан
В 878 году Ли Кэюн стоял во главе войск племени шато, находившихся в округе Датун (на территории современной Внутренней Монголии). Трое офицеров в этом округе решили поднять восстание против наместника Дуань Вэньчу под тем предлогом, что он сократил выдачу продовольствия и одежды солдатам. Они убили Дуань Вэньчу, а потом отправили Ли Кэюну его верительную бирку и печать с просьбой стать у них наместником вместо убитого. Ли Кэюн принял это предложение и направил двору донесение о произошедшем с просьбой утвердить его в качестве наместника. Но императорский двор этой просьбы не удовлетворил, и Ли Кэюна сочли мятежником.
Император Си-цзун сначала потребовал, чтобы отец Ли Кэюна, Ли Гочан, который в то время был командующим военным округом Чжэнъу, написал своему сыну письмо с требованием сдаться и прекратить мятеж. Когда Ли Кэюн не обратил на это внимания, Сицзун назначил наместником Датуна самого Ли Гочана в надежде на то, что его сын не посмеет пойти против собственного отца. Но вместо этого Ли Гочан и Ли Кэюн объединили свои войска и продолжили восстание. Вскоре из округов Чжэнъу и Датун оно захватило округа Нинъу и Кэлань.
В следующем году восставшие шато атаковали округа Синь и Дай (на территори современной провинции Шаньси), восставшие приближались к Цзиньяну. В попытках подавить это восстание погибли несколько высокопоставленных китайских военачальников. Тем не менее, в 880 году цзедуши Ли Чжо и Ли Кэцзю соединили свои войска с силами вождя туюйхуней Хэлянь До и смогли нанести шатосцам поражение. Ли Гочан и Кэюн вынуждены были бежать на территорию Внутренней Монголии, к племенам дада (кит. 達靼), то есть татарам.
Тогда Хэлянь До, который стал новым цзедуши Датуна, подкупил татарского вождя и прислал ему письмо с просьбой убить обоих беглецов. Об этом стало известно Ли Кэюну, который притворился, что ему ничего неизвестно. Однажды во время пира он продемонстрировал свои навыки стрелка из лука, попав в летящий по ветру лист и в игольное ушко. Потом он сказал татарским вождям, что действительно виноват в мятеже против императорской власти, но раскаивается в этом. Он выразил надежду, что император скоро простит его и снова призовёт на службу, чтобы сражаться против Хуан Чао и его повстанцев. Также он сообщил, что в таком случае вернётся в Китай, ведь у него нет никакого желания «сгинуть безвестно в этой пустыне». Татарские вожди поняли, что Ли Гочан и Ли Кэюн не задержатся у них надолго, и не стали их убивать.

### Война против Хуан Чао
В 881 году Хуан Чао действительно захватил Чанъань, столицу империи Тан, которую император Си-цзун был вынужден был покинуть, сбежав в Чэнду. Поэтому ему действительно пришлось простить Ли Гочана и Ли Кэюна и попросить их о помощи империи Тан. Получив указ о прощении, Ли Кэюн во главе войск шато и ещё десяти тысяч присоединившихся к ним татар поспешил на помощь императору. Он направил в Хэдун послание, в котором говорилось, что он по высочайшему повелению ведёт свои войска на Хуан Чао, приказав выдать его войску провиант и фураж. Но цзедуши Хэдуна Чжэн Цундан закрыл ворота города и приготовился защищаться. Тогда Ли Кэюн разрешил отрядам шато заняться грабежом. После нескольких стычек Ли Кэюн увёл свои войска от города, но продолжил грабить Хэдун.
К зиме 882 года все недоразумения между Ли Кэюном и императорским двором были улажены. Во главе своих шатосских и татарских войск Ли Кэюн, который получил должность цзедуши округа Янмэнь, прошёл через Хэдун без дальнейших препятствий. Когда Ли Кэюн добрался до Хуанхэ, Хуан Чао сделал несколько попыток переманить его на свою сторону, но не преуспел в этом. Посылаемые им Ли Кэюну подарки тот просто раздавал своим офицерам, говоря о своей вечной верности династии Тан.
После нескольких сражений войска Ли Кэюна летом 883 года одержали победу над Хуан Чао и заняли Чанъань. Тому пришлось покинуть столицу и бежать на восток. 26-летний Ли Кэюн оказался самым молодым среди всех военачальников, которые участвовали в подавлении восстания Хуан Чао. В то же время его заслуги были самыми значительными. В награду за это император Си-цзун дал Ли Кэюну звание тунпинчжанши (кит. 同平章事), приблизительно соответствующее званию первого министра или канцлера. Так же он был назначен наместником провинции Хэдун. Его отец Ли Гочан сменил его на должности цзедуши Датуна. Спустя несколько лет Ли Гочан скончался. Это произошло в 887 году.
Что касается Ли Кэюна, то после своего назначения наместником он в союзе с другими военачальниками, которые официально также поддерживали империю Тан, продолжил военные действия против Хуан Чао.
В 884 году Хуан Чао собрал остатки своего разбитого войска и напал на Чэньчжоу. Он окружил этот город и держал его в осаде почти триста дней. Положение города ухудшалось. Чтобы прийти на помощь осаждённым, Ли Кэюн объединил силы четырёх округов (Сюйчжоу, Бяньчжоу, Сюйчжоу, Яньчжоу) и с войском из пятидесяти тысяч человек разбил сторонника Хуан Чао Шан Жана у Тайюани. Потерпев поражение, Шан Жан отступил. Узнав об этом Хуан Чао тут же снял осаду и ушел в направлении Бяньчжоу.
К этому времени пошли сильные дожди, затопившие лагерь Хуан Чао. Когда стало известно о подходе главных сил Ли Кэюна, Хуан Чао с войском ушел в северо-восточном направлении, но Ли Кэюн настиг его. В результате войско восставших было полностью рассеяно, а убитых насчитали более десяти тысяч человек.
Хуан Чао бежал в Яньчжоу примерно с тысячью солдат. Хотя Ли Кэюн преследовал его, но настичь не смог. Тогда он взял в плен малолетнего сына Хуан Чао, захватил его колесницу, одежду, утварь, печать и бирку и увёл с собою более десяти тысяч пленных мужчин и женщин. Затем он двинулся к Бяньчжоу и стал лагерем под стенами города. Там между Ли Кэюном и военачальником Чжу Вэнем, тоже участвовавшим в войне против Хуан Чао, произошёл конфликт, в ходе которого люди Чжу Вэня чуть было не убили спящего Ли Кэюна.
В 884 году Ли Кэюн, которому тогда было 28 лет, получил титул Лунси-цзюньвана.

### Гражданские войны и падение династии Тан
Поскольку император Си-цзун был не в состоянии сдержать центробежных тенденций в империи, гражданские войны продолжались и после гибели Хуан Чао в 884 году. Империя Тан практически распалась на отдельные регионы, управляемые местными военачальниками.
В конце концов, один из принцев дома Тан — Ли Юнь (кит. 李熅) — при поддержке военачальника Чжу Мэя был провозглашён императором Сян-ваном (кит. 襄王) в противовес Ли Сюаню и сохранял власть на протяжении около двух месяцев на рубеже 886—887 годов, пока не был низложен и казнён. В то время Ли Кэюн сохранял верность законному императору Ли Сюаню. Он способствовал поражению Чжу Мэя и свержению Ли Юня.
В этот период главным соперником Ли Кэюна был военачальник Чжу Вэнь (Чжу Цюаньчжун), сначала выступавший на стороне Хуан Чао, но в 882 году перешедший на сторону империи Тан. Между Чжу Вэнем и Ли Кэюном нередко происходили военные столкновения. Хотя Чжу Вэнь содействовал провозглашению новым императором династии Тан Ли Е, новый император даровал в начале 889 года Ли Кэюну новое почётное звание шичжуна (кит. 侍中). Очевидно, он рассчитывал на поддержку Ли Кэюна в борьбе империи с другими цзедуши.
Несколько побед Ли Кэюна над военачальниками, с которыми он соперничал и которые практически были правителями отдельных областей Китая, привели к тому, что в 891 году император Ли Е даровал ему ещё и почётное звание чжуншулина (кит. 中書令). В 896 году владения Ли Кэюна в провинции Шаньси стали считаться княжеством Цзинь, а сам он получил от императора титул Цзинь-вана (кит. 金王), который он и носил до самой смерти. В то же самое время император Ли Е старался не допускать чрезмерного усиления Ли Кэюна, и пытался противопоставить ему прочих цзедуши. Тем не менее, Ли Кэюн нередко выступал в качестве защитника прав законного императора, которого всячески унижали другие военачальники.
В конце концов, Чанъань и императорский двор оказались во власти давнего соперника Ли Кэюна, Чжу Вэня. В 904 году он низложил, а вскоре и убил императора Ли Е. На трон официально вступил следующий император. В 907 году Чжу Вэнь вынудил юного императора Ли Цзо передать ему престол, следуя традиции перехода небесного мандата к более достойному правителю. Сам Чжу Вэнь был провозглашен императором новой империи Поздняя Лян.
Ли Кэюн не признал Чжу Вэня императором, но отказался принимать императорский титул сам, заявляя о своей верности былой династии Тан. Он продолжил войну против Чжу Вэня, но 24 февраля 908 года в возрасте 51 года скончался. Ему наследовал сын Ли Цуньсюй, который впоследствии стал первым императором династии Поздняя Тан. Своему отцу он посмертно присвоил титул императора У-ди (то есть Воинственного Владыки).
Хотя при жизни Ли Кэюн не принимал императорского титула, де-факто его можно считать настоящим основателем Поздней Тан. Это государство существовало недолго. Оно стало первым государством, созданным кочевниками на территории Северного Китая в средние века.

## Семья
Фамилия законной жены Ли Кэюна была Лю, её личное имя неизвестно. Поскольку у госпожи Лю не было детей, он сделал своим наследником Ли Цуньсюя, своего побочного сына от наложницы-китаянки Цао родом из Тайюани. Впоследствии Ли Цуньсюй дал своей матери титул вдовствующей императрицы. Кроме Ли Цуньсюя у неё и Ли Кэюна было ещё трое сыновей и трое дочерей.
Всего у Ли Кэюна было 11 родных сыновей, не менее 4 родных дочерей, а также 15 приёмных сыновей. Эти приёмные сыновья происходили в основном из семей шатосской аристократии и младших ветвей его собственного рода Чжусе.

## Образ в искусстве
Ли Кэюн выступает в качестве одного из главных героев «Заново составленного пинхуа по истории Пяти Династий», анонимного произведения, созданного примерно в эпоху династии Сун. Обычно в традиционной китайской литературе персонажи, принадлежащие к северным «варварским» этносам, описываются как грубые и жестокие люди. Чаще всего они являются отрицательными персонажами, с которыми главным героям приходится постоянно сражаться. Но Ли Кэюн представляет собой необычное исключение из этого правила.
В «Заново составленном пинхуа по истории Пяти Династий» он предстаёт в образе положительного героя, который защищает законную династию Тан от мятежников и узурпаторов. Например, в этом произведении подробно описан никогда не случавшийся в действительности поединок между Хуан Чао и Ли Кэюном. При этом неизвестный автор этого старинного произведения ещё и подчёркивает варварское происхождение Ли Кэюна, который постоянно называет себя «вождём шато».
Во времена династии Мин литератор Ло Гуаньчжун, известный как автор Троецарствия, написал также роман «Повествование о гибели Тан и истории Пяти Династий», где рассказывается о приключениях многочисленных сыновей Ли Кэюна.